# Elizabeth FitzGerald, contessa di Lincoln
Lady Elizabeth FitzGerald, contessa di Lincoln (Maynooth, 1527 – Lincoln, 1590) è stata una nobildonna irlandese conosciuta anche come la fiera Geraldine.

## Biografia
Lady Elizabeth era la figlia di Gerald FitzGerald, IX conte di Kildare, e della sua seconda moglie, Lady Elizabeth Grey. Il fratellastro era Thomas " Silken Thomas " FitzGerald. I suoi nonni paterni erano Gerald FitzGerald, VIII conte di Kildare e Alison FitzEustace, e i suoi nonni materni erano Thomas Gray, I marchese di Dorset e Cecily Bonville. La sua bisnonna materna era la regina Elizabeth Woodville.
Lady Elizabeth fu allevata alla corte del re Enrico VIII d'Inghilterra come compagna della neonata principessa Elisabetta Tudor. Arrivò con sua madre e una delle sue sorelle nell'ottobre del 1533. Nel 1534, suo padre, che fu imprigionato nella Torre di Londra per corruzione, morì il 12 dicembre dello stesso anno. Nel 1537, all'età di dieci anni, fu immortalata dal poeta Henry Howard, conte di Surrey come "La fiera Geraldine" nel suo sonetto Geraldine. Si diceva che il poeta fosse affascinato dalla sua bellezza infantile e lo compose mentre era brevemente imprigionato per aver colpito un cortigiano. La biografa di Henry Howard, Jessie Childs, suggerisce che lo scopo di Surrey nello scrivere il sonetto fosse quello di migliorare le sue opportunità di fare un buon matrimonio lodando non solo la sua nobile ascendenza, ma anche la sua bellezza e le sue virtù.
I suoi fratelli più piccoli furono allevati insieme al principe Edoardo Tudor, che in seguito sarebbe diventato re Edoardo VI d'Inghilterra. Fu mandata a vivere nella residenza della principessa Mary Tudor a Hunsdon in seguito all'esecuzione del fratellastro "Silken Thomas" e dei suoi cinque zii per tradimento. Il fratello maggiore, Gerald FitzGerald, XI conte di Kildare, era fuggito in Irlanda. A Donegal, Gerald, insieme ad altri potenti clan irlandesi, che erano legati ai FitzGerald per matrimonio, formarono la Geraldine League. Quando quella federazione fu sconfitta a Monaghan, cercò rifugio nel continente. Tornò in Inghilterra sotto il regno di re Edoardo VI, dove fu accolto a corte e le sue terre confiscate gli furono restituite.

## Matrimoni

### Primo Matrimonio
Nel 1543, Lady Elizabeth sposò Sir Anthony Browne, in seguito alla morte della sua prima moglie, Alice Gage. Lady Elizabeth divenne la matrigna degli otto figli di Browne, tra cui Anthony Browne, I visconte Montagu, Mary Browne e Mabel Browne, che sposò in seguito il fratello di Lady Elizabeth, Gerald FitzGerald, noto anche come "il conte saggio".
I Browne erano ferventi cattolici.

### Secondo Matrimonio
Il 6 maggio 1548, Sir Anthony Browne morì, lasciando Lady Elizabeth vedova all'età di ventun anni. Ebbero due figli ma entrambi morirono durante l'infanzia. Il 1 ottobre 1552 sposò Edward Clinton, a Sempringham, nel Lincolnshire. Lei era la sua terza moglie. Clinton era Lord luogotenente del Lincolnshire e del Nottinghamshire. Era anche un consigliere privato. Fu creato conte di Lincoln nel 1572 e prestò servizio come ambasciatore in Francia.

## Regina Elisabetta
Lady Elizabeth era intima amica della regina Elisabetta I d'Inghilterra. Era stata una compagna di giochi della regina quando quest'ultima era una bambina; la loro amicizia continuò anche quando Lady Elizabeth andò a vivere, dopo la morte di Sir Anthony, da Catherine Parr, e dal suo quarto marito, Thomas Seymour. Secondo quanto riferito, andarono d'accordo nel breve periodo in cui entrambi risiedevano al Chelsea Manor.
Nel 1553, lei e il suo secondo marito sostennero la trama per mettere Lady Jane Grey sul trono al posto della principessa Maria Tudor. Quando la cospirazione fallì, Lady Elizabeth e suo marito riuscirono a riconquistare la fiducia della principessa Maria, che in seguito divenne regina. Poco dopo l'ascesa al trono della regina Elisabetta I, dopo la morte della regina Maria nel 1558, Lady Elizabeth fu a corte come una delle dame di compagnia della regina. Elizabeth fu una di quelle che, nel 1561, aveva cercato di mettere in guardia Lady Catherine Grey nel confessare il suo matrimonio clandestino con Edward Seymour alla regina prima che quest'ultima scoprisse la verità da altre persone. Nello stesso anno, Lady Elizabeth cadde brevemente in disgrazia con la Regina e fu accusata di "fragilità" e "dimenticanza del dovere". Queste accuse sono state fatte dall'Arcivescovo di Canterbury Matthew Parker.
In seguito Lady Elizabeth riacquistò il favore della regina.
Diversi anni dopo, nel 1569, Lady Elizabeth esercitò i diritti del marito come Lord High Admiral per riprendere una nave che era stata illegalmente presa da Martin Frobisher. Frobisher fu arrestato per pirateria e le fu permesso di mantenere sia la nave che il suo carico.

## Morte
Morì nel 1590 a Lincoln, nel Lincolnshire. È sepolta nella cappella di San Giorgio, nel castello di Windsor.

## Rappresentazioni

### Arte e letteratura
Il ritratto di Elizabeth fu dipinto nel 1560 da Steven van der Meulen. È attualmente in mostra presso l'Agecroft Hall, a Richmond, in Virginia. Un altro suo ritratto, può essere ammirato nella National Gallery of Ireland, che fu dipinto intorno al 1575 da un artista sconosciuto.
Meredith Hamner dedica la sua traduzione delle "antiche storie ecclesiastiche" di Eusebio (1577) a lei.
È un personaggio minore nella storica storia di Anya Seton, Green Darkness, ambientata parzialmente nell'Inghilterra del XVI secolo.
È un personaggio minore nel romanzo storico L'autobiografia di Enrico VIII di Margaret George.
È stata anche il soggetto del romanzo storico di Karen Harper "The Irish Princess" (2011).

### Film e televisione
Elizabeth è un personaggio nella quarta e ultima stagione di The Tudors ed è interpretato dall'attrice irlandese Gemma-Leah Devereux. È raffigurata come una dama di compagnia di Catherine Howard.